# 谢宫人
谢宫人（?—?），中国南北朝南朝齐武帝萧赜的宮人。
谢宫人在南朝齐永明四年（486年）生萧赜第二十一子萧子建，封湘东王。谢宫人不受宠，被齐武帝令出家为尼姑。齐武帝的堂弟齐明帝即位，把谢宫人召回交由萧子建照顧。永泰元年（498年），萧子建被齐明帝所杀。